# Fabé Dia
Amy Fabé Dia Longo, francoska atletinja, * 14. februar 1977, Creil, Francija.
Nastopila je na poletnih olimpijskih igrah leta 2000, ko je osvojila četrto mesto v štafeti 4x100 m. Na svetovnih prvenstvih je v isti disciplini osvojila srebrno medaljo leta 1999.